# American Economic Journal
Das American Economic Journal ist eine Gruppe von vier wirtschaftswissenschaftlichen Fachzeitschriften, die durch die American Economic Association herausgegeben werden. Die Namen dieser jeweiligen Fachzeitschriften bestehen aus dem Präfix American Economic Journal und dem wissenschaftlichen Fachgebiet auf das die Fachzeitschrift spezialisiert ist: American Economic Journal: Applied Economics, American Economic Journal: Economic Policy, American Economic Journal: Macroeconomics und American Economic Journal: Microeconomics.

## Geschichte
Die American Economic Association (AEA) gründete 2003 ein Ad-hoc-Komitee für Fachzeitschriften unter dem Vorsitz Robert Ernest Halls, welches im April 2006 auf der Grundlage einer dreijährigen Studie empfahl, dass die AEA vier neue Fachzeitschriften gründen solle. Einer der angegebenen Gründe war, dass beinahe alle akademischen Gesellschaften mehr als drei Fachzeitschriften publizieren sowie dass durch das Hinzufügen neuer Autoren die Vielfalt der Autorenschaft vergrößert werden würde. Andere Gründe beinhalteten das höhere Preissegment empirischer Fachzeitschriften in der Volkswirtschaftslehre, von denen die meisten durch Elsevier herausgegeben werden, und die Unfähigkeit der American Economic Review mit der hohen Zahl an Artikelvorschlägen umzugehen.
Der Empfehlung bezüglich der Publikation vier neuer Fachzeitschriften stimmte das Exekutivkomitee der AEA im Jahr 2006 zu, als Publikationsstart wurde 2009 bestimmt. Der damalige Präsident der AEA, George Akerlof, stellte ein Suchkomitee auf, um Redakteure für die neuen Fachzeitschriften zu finden.
Obgleich alle vier Fachzeitschriften in einem vierteljährlichen Rhythmus veröffentlicht werden, ist das American Economic Journal: Applied Economics die einzige der vier Fachzeitschriften von der vier Ausgaben für 2009 existieren. Die übrigen drei Publikationen hatten lediglich zwei Ausgaben in 2009, erschienen jedoch seit 2010 mit vier Publikationen pro Jahr.

## American Economic Journal: Applied Economics
Das American Economic Journal: Applied Economics publiziert Artikel, die sich mit angewandter Volkswirtschaftslehre beschäftigen, vor allem mit empirischen mikroökonomischen Themen. Forschungsgebiete für diese Zeitschrift beinhalten die Arbeitsökonomik, mikroökonomische Entwicklungsökonomik, Gesundheitsökonomie, Bildung, Demographie, empirische Corporate Finance, empirischer internationaler Handel, empirische Verhaltensökonomik und empirische politische Ökonomie. Zur Belebung der akademischen Debatte richtete die Zeitschrift ein Online-Diskussionsforum ein, in welchem bereits veröffentlichte Beiträge kommentiert werden können. Als Chefredakteur fungiert derzeit Benjamin Olken.

## American Economic Journal: Economic Policy
Das American Economic Journal: Economic Policy publiziert Artikel, die sich mit Wirtschaftspolitik und dessen Einfluss auf wirtschaftliche Ergebnisse auseinandersetzen. Zu den durch diese Zeitschrift abgedeckten Forschungsfeldern gehören die öffentliche Ökonomik, Stadtökonomik, Gesundheitsökonomie, Bildung, Wohlfahrtsökonomik, Institutionenökonomik, der ökonomischen Analyse des Rechts, der Marktregulierung und der Umweltökonomik. Als erster Chefredakteur wurde Alan Auerbach gewählt, derzeit bekleidet C. Kirabo Jackson das Amt.

## American Economic Journal: Macroeconomics
Das American Economic Journal: Macroeconomics publiziert Forschungsartikel zur Makroökonomie, einschließlich Themen wie aggregierte Fluktuationen und Wirtschaftswachstum. Akademische Beiträge, die in der Zeitschrift abgedruckt werden könnten, können beispielsweise aus der Geldtheorie, industriellen Organisationstheorie, Finanzwissenschaft, Arbeitsökonomik, politischen Ökonomie, öffentlichen Finanzwissenschaft, internationalen Wirtschaftstheorie und Entwicklungsökonomie stammen.
Erster Chefredakteur der Zeitschrift war Olivier Blanchard. Dieser trat 2009 mit der Begründung zurück, dass seine Pflichten als Chefökonom des Internationalen Währungsfonds mit seiner Tätigkeit als Chefredakteur der Zeitschrift im Kontext der gegenwärtigen Finanzkrise nicht vereinbar wären. Derzeitige Chefredakteurin ist Ayşegül Şahin.

## American Economic Journal: Microeconomics
Das American Economic Journal: Microeconomics ist eine Zeitschrift, die Artikel zur mikroökonomischen Theorie veröffentlicht. Forschungsfelder, die in dieser Zeitschrift vertreten sind, beinhalten industrielle Organisationstheorie, internationale Handelstheorie, politische Ökonomie und Finanzwissenschaft. Andrew Postlewaite wurde als erster Chefredakteur ausgewählt, derzeit bekleidet Navin Kartik das Amt.